# Pyxichromis
Pyxichromis é um género de peixe da família Cichlidae.
Este género contém as seguintes espécies:
- Pyxichromis orthostoma
- Pyxichromis parorthostoma